# 영신여객 (부산)
영신여객(榮信旅客)은 부산광역시 강서구 녹산화전로 117 (화전동)에 본사를 둔 시내버스 운영 업체이다. 주로 구평동, 감천동 일대의 교통을 맡고 있다.
2019년 7월 1일자로 16번 노선이 운영되었던 엄궁영업소를 용화여객에 매각했다.

## 역사 및 특징
1954년 6월 7일에 설립되었고, 서울특별시의 시내버스 회사인 영신여객(서울특별시 강북구 삼양로173길 22 (우이동) 소재)하고는 아무 관련이 없다.

## 차고지
- 부산광역시 강서구 녹산화전로 117 (화전동) (58-1번, 161번, 171번, 172번 시종착 및 관리)

## 노선
- ● 58-1번 : 강서공영차고지 ↔ 삼성전기후문 ↔ 화물터미널 ↔ 해인로즈빌아파트 ↔ 용원사거리 ↔ 경제자유구역청 ↔ 삼성전기기숙사 ↔ 신호부영아파트 ↔ 명지롯데캐슬 ↔ 낙동강철새도래지 ↔ 을숙도.문화회관 ↔ 하단역
- ● 161번 : 강서공영차고지 ↔ 사암입바위 ↔ 화전우방아이유쉘 ↔ 녹산중학교 ↔ 성산다리 ↔ 강서경찰서 ↔ 하단역 ↔ 신평역 ↔ 장림시장 ↔ 구평고개 ↔ 고신대학교복음병원 ↔ 부산관광고등학교 ↔ 서구청 ↔ 부산대학교병원(토성역) ↔ 구덕운동장 ↔ 구덕터널 ↔ 사상구청 ↔ 서부터미널
- ● 171번 : 강서공영차고지 ↔ 녹산하수처리장 ↔ 신호중학교 ↔ 신호농협 ↔ 르노코리아 ↔ 퀸덤1.2단지 ↔ 엘크루 블루오션 ↔ 낙동강철새도래지 ↔ 진동 ↔ 을숙도 ↔ 하단역 ↔ 당리역 ↔ 신평배고개 ↔ 사하경찰서 ↔ 대동중고등학교 ↔ 구평이편한세상아파트 ↔ 감천동 ↔ 고신대학교 복음병원 ↔ 부산관광고등학교 ↔ 남부민2동주민센터 ↔ 충무동교차로 ↔ 남포역 ↔ 중앙역 ↔ 부산역 (2023년 7월 29일 17번에서 번호 변경, 66번에서 변경된 신한여객의 17번과는 완전히 다른 노선이다.)
- ● 172번 : 강서공영차고지 ↔ 녹산하수처리장 ↔ 르노코리아 ↔ 명지환승센터 ↔ 호반베르디움2차.금강펜테리움2차 ↔ 경일고등학교 ↔ 을숙도.문화회관 ↔ 하단역 ↔ 신평역 ↔ 장림동원로얄듀크 ↔ 장림시장 ↔ 감천사거리 ↔ 고신대학교 복음병원 ↔ 충무동교차로 ↔ 남포동 ↔ 부산항국제여객터미널

## 현재 보유 차량
전 차량이 현대자동차 원메이크로 운행한다.
- 현대 뉴 슈퍼에어로시티
- 현대 일렉시티

## 갤러리

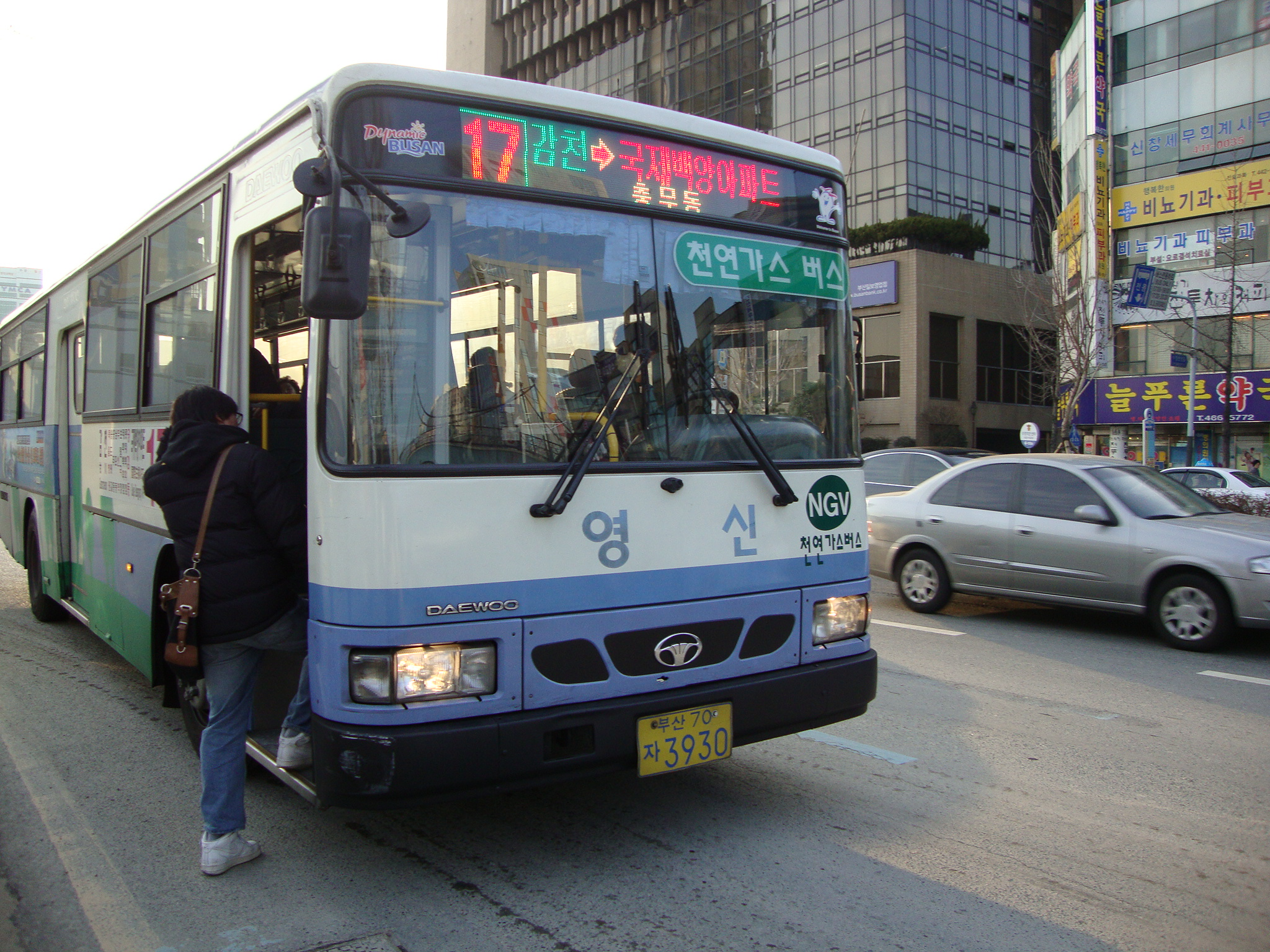
부산시내버스 17번 (대차 전)
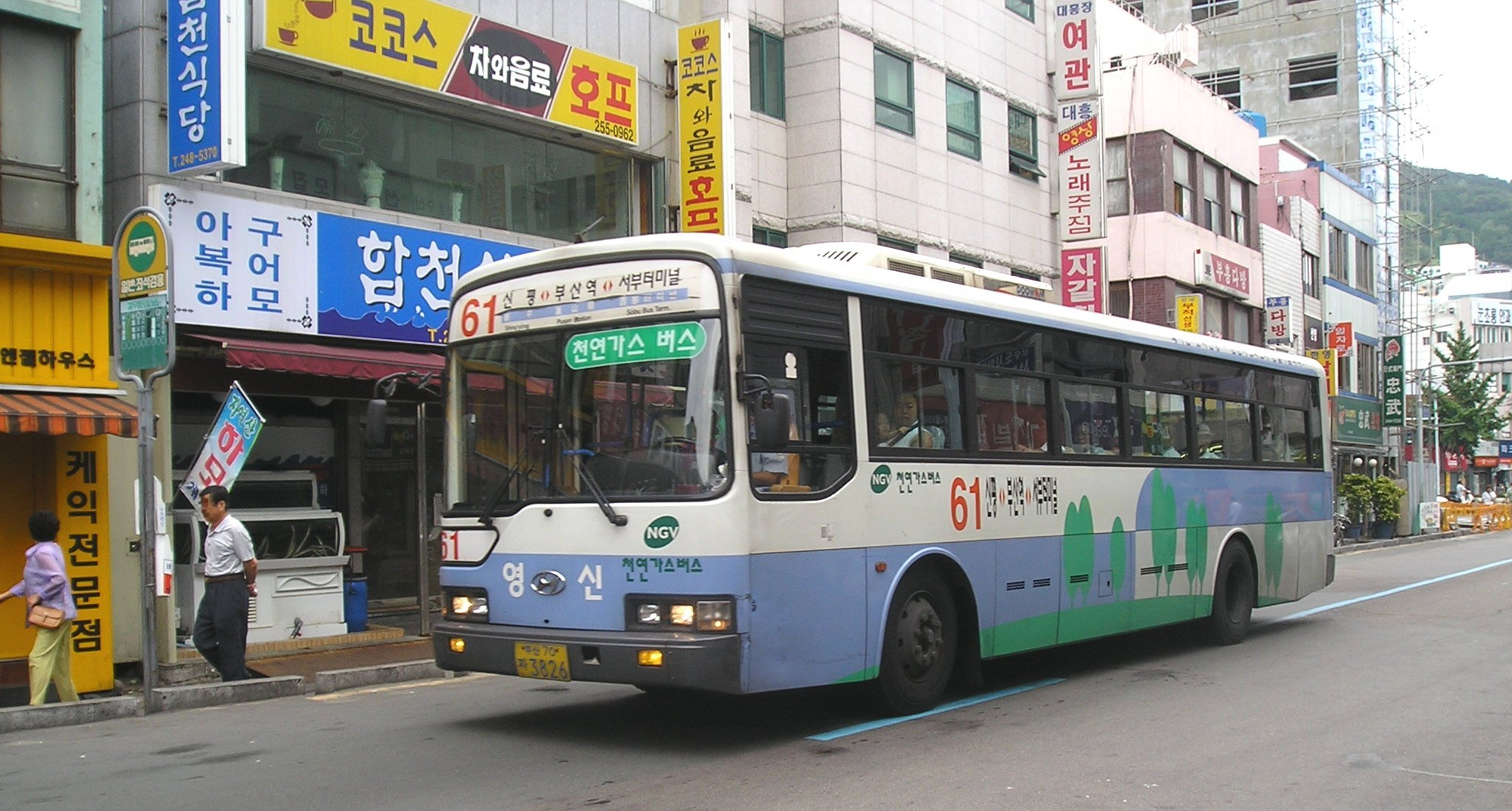
부산시내버스 61번 (대차 전)